# Остров Лубелски
Остров Лубелски (пољ. Ostrów Lubelski) град је у Пољској у Војводству лублинском. По подацима из 2012. године број становника у месту је био 2188.

## Становништво
| 2012. |
| ----- |
| 2.188 |